# Бали Комбътар
Бали Комбътар (на албански: Balli Kombëtar), в превод Национален фронт, е албанска националистическа, антикомунистическа и антимонархическа военнизирана групировка, създадена през октомври 1939 година в началото на Втората световна война. Организацията действа в окупираните от италианските войски територии в Албания, Епир, Северозападна Македония, Косово и части от Черна гора. Ръководена е от Али Кълцира и Митхад Фрашъри. Девизът на организацията е „Албания на албанците, смърт на предателите“ (Shqipëria Shqiptarëve, Vdekje Tradhëtarëvet).

## Програма
Първоначалните цели на Бали Комбътар са представени през 1942 година в документ с десет точки, известен като „Декалог“:
- Ние се борим за червено-черния флаг, в защита на правата на албанския народ
- Ние се борим за демократнична, етническа и свободна Албания с модерно общество
- Ние се борим за Албания, в която свободата на словото и мислите ще надделеят
- Ние се борим за Албания с подходящ икономически и социален баланс, така че повече няма да има експлоататори и експлоатирани, иначе казано, никой няма да живее за сметка на събрата си, няма да има фермер без достатъчно земя, за да се издържа, няма да има никакви сини и бели якички за работниците без жилища и сигурност, тоест ние се борим за стабилна Албания с изцяло реформирана икономическа система, в съответствие с желанията и нуждите на албанския народ
- Ние се борим за Албания, в която потиснатите таланти от всички слоеве от населението ще излязат наяве, ще бъдат подкрепени и ще просперират с помощта на албанското образование
- Ние се борим за една Албания, в която всички позитивни приноси ще бъдат правилно оценени, независимо от възрастта, произхода и вероизповеданието
- Ние се борим да създадем Албания, ръководена от хора, които не са били компрометирани, от албанци, които са направили всичко възможно по всяко време и при всякакви условия за спасение и благоденствие на родината им, от компетентни и честни работещи хора
- Ние се борим за Албания, която по строг и образцов начин ще накаже всички антипатриоти, предатели, лакеи, размирници, спекуланти и шпиони, Албания, в която няма да има място за лицемери, подмазвачи, феодални потисници и всеки друг, който пречи на развитието и напредъка на съживяващата се наша страна
- Ние се борим да хармонизираме и обединим творческите енергии на нацията, да създадем интелектуален и душевен съюз между всички албанци
- Ние се борим да мобилизираме всички жизнени сили на нацията срещу окупаторите, за да се реализират идеалите на Бали Комбътар[7]

## История

### Ориентация
През 1942 година, по времето когато става ясно, че Фашистка Италия върви към разгром, албанското комунистическо Национално освободително движение и Бали Комбътар провеждат среща в село Муке и постигат споразумение за общи действия срещу италианските окупационни части. Обединението се оказва нетрайно, поради факта, че албанските комунисти отказват да се борят за пряко присъединяване на Косово към Албания. Съюзниците също отказват да преговарят за предаване на Косово на Албания, тъй като защитават позицията за връщане на границите отпреди началото на войната. Друга разлика между двете движения е, че Бали Комбътар се обявяват против организирането на национално въстание, опасявайки се от сериозни репресии от страна на силите на Оста, докато комунистите целят тъкмо това. От друга страна представителят на Югославските комунистически партизани в Албания Светозар Вукманович – Темпо отхвърля спорезумението и оказва натиск върху НЛД също да се разграничат от него. Милован Джилас определя Бали Комбътар като албански фашисти.
Въпреки антикомунистическата си идеология Бали Комбътар действа внимателно с комунистите, тъй като очакванията им са, че евентуална победа на Съюзниците ще доведе до комунистическо управление в Албания. Резервирани са отношенията им към Великобритания – основния противник на промяна на предвоенните граници. Заради подкрепата на Съюзниците към Гърция, балистите смятат, че контролираните от тях области Чамерия, Корчанско и Аргирокастренско ще бъдат откъснати от Албания след края на войната. Балистите разглеждат Югославия и Гърция като свои главни противници. Въпреки че Бали Комбътар участват активно в борбата срещу Фашистка Италия, попадат в изолация от страна на превъзхождащите ги числено албански комунисти от Националното освободително движение и югославските комунистически партизани, подкрепяни от съюзниците. През есента на 1943 година Италия капитулира и в кратко време германски части окупират цяла Албания. Под натиск Бали Комбътар формират колаборационистко „неутрално правителство“ в Тирана, като същевременно продължават борбата си с Националното освободително движение и югопартизаните.

### Дейност в Албания и Чамерия
Сафет Бутка, един от ръководителите на балистите, прави няколко опита за взаимодействие с доминирания от комунистите Национален либерален фронт. През февруари 1943 година организира нова среща с комунистически представители, с които достигат до договорка за взаимни действия през март. През август постига ново разбирателство на местно ниво, като такъв е един от инициаторите и поддръжниците на договорката от Мукя. След денонсирането на договора от албанските комунисти, Сафет Бутка се притеснява от избухване на гражданска война. Разбирайки за първите сражения между комунистически партизани и балисти, той се самоубива на 19 септември 1943 година в Мелчан. В Южна Албания съперничеството между двете фракции се задълбочава, като комунистите решават на всяка цена да се справят и унищожат Бали Комбътар, като в отговор балистите също развиват антикомунистическа дейност.
След създаването на Неутралното правителство балистите получават възможност да окажат силен натиск над комунистите. Балистите разбиват голяма комунистическа групировка югозападно от Тирана. Повече от 2000 партизани са убити. Тежките загуби на комунистите ги принуждават да се изтеглят. Балистите съвместно с германски части окупират Чамерия, подпомогнати от местните албанци. Подкрепата за балистите в областта е силна и поради факта, че един от ръководителите им, Мехмет Фрашъри е роден в Янина.
Развитието на войната през 1943 година води до това, че германците започват да намаляват военните доставки за балистите. От друга страна албанските комунисти преминават в контраатака и се съсредоточават в унищожаването на Бали Комбътар. Английски офицери, разпределени при комунистическите партизани, свидетелстват че комунистите използват военните си доставки предимно за борба с балистите, вместо с германците. Също така се констатира, че комунистите не биха победили балистите без редовните доставки на съюзническо оръжие и че са склонни към убийства на свои сънародници.
С избирането на Енвер Ходжа за министър-председател на Албания след края на войната, повечето лидери и участници на Бали Комбътар са пленени и затворени, измъчвани или екзекутирани.

### Действия в Косово и Македония
През 1943 година Бали Комбътар за Косово се ръководи от военния министър Джафер Дева и Рифат Бериша. На основата на организацията през същата година се създава елитната СС дивизия „Скендербег“. По това време Бали Комбътар провежда и Втората призренска лига.
Още в началото на 1942 година започва изтреблението или депортацията в Албания на етнически сърби от Косово. Местни албанци взимат инициативата в свой ръце и атакуват сръбски колонисти и запалват над 30 000 къщи на сърби и черногорски заселници. Голямо количество сърби и македонски българи са убити в Западна Македония, а Митровица, Дреница и Тетово стават важни центрове за Бали Комбътар. Ръководител за Западна Македония е Джемаил Хасани.
С началото на немското отстъпление от Балканите в средата на 1944 година, Бали Комбътар търпят поражения и скоро Съюзническите армии настъпват в Косово и Албания. На 2 декември 1944 година останалите балисти от района на Дреница атакуват минния комплекс Трепца и други цели. Около 2000 балисти успяват да задържат настъплението на около 30 000 комунистически партизани. По същия начин действат балистите в Кичевско, Гостиварско и Тетовско, като частично задържат областта, въпреки че Югославските партизани са обявили победата си. След края на войната в Косово бавно и трудно се реинтегрира в рамките на Югославия. Това става напълно през 1947 година. Голяма част от заловените балисти са убивани без съд и присъда.

### Действия в Черна гора и Прешево
Части от Черна гора и района на Санджак, с градовете Биело поле, Плевля, Тутин, Плав, Гусине, Розае и Улкин, попадат в границите на Албания още през 1941 година. Голяма част от мюсюлманското население подкрепят новата албанска власт. Джамаил Коничанин, албански офицер от бошняшки произход от Тутин, създава Сандажшкия батальон с подкрепата на военния министър Джафер Дева. Акиф Блита, бивш майор от Нови пазар и член на партията на Неджип Драга, Джамаил Коничанин и балистки части под ръководството на Шабан Полужа успешно отблъскват сръбското Четническо движение от района и разбиват главната им база в Баня. Основна дейност балистите развиват срещу комунистическата съпротива, която обаче към началото на 1945 година овладява цялата област.

## Наследство
След края на Втората световна война Бали Комбътар престава да съществува. Някои от членовете и успяват да избягат в Австрия, САЩ, Австралия, Швейцария и Южна Америка. Голяма част от балистите са заловени и екзекутирани по време на войната или от комунистическия режим в Албания, като сред тях са лидерите на движението Али Кълцира, Митхат Фрашъри, Абас Ерменджи, Васил Андони, Хасан Дости, Скендер Мучо, Тома Орологай, Хисни Лепеница.
По време на разпада на Югославия много организации на бивши членове на Бали Комбътар в САЩ, Австралия и Южна Америка дават финансови помощи за създаването на Армия за освобождение на Косово. Голяма част от албанските общности зад граница са формирани от бивши членове на Бали Комбътар.
Днес в Албания съществува партия с името Бали Комбътар, която се определя като крайно дясна и радикална и през 1996 година на избори печели две депутатски места. Паметници на видни дейци на балисткото движение се издигат в Албания, Северна Македония и Косово.
По време на Втората световна война град Тетово е най-голямата база на Бали Комбътар в Македония, като и днес местното население има силна връзка с движението. Футболната агитка на Шкендия Тетово нарича себе си балисти по името на членовете на Бали Комбътар, като на футболни мачове често издигат националистически лозунги и влизат в полезрението на медиите в Северна Македония.